# Mark Kozelek
Mark Edward Kozelek (24 de enero de 1967) es un cantante, compositor, guitarrista, productor discográfico y actor ocasional estadounidense. Es más conocido como el vocalista y líder del grupo de indie folk Sun Kil Moon con quien ha grabado diez álbumes de estudio, y como vocalista, guitarrista y miembro fundador de la banda de indie rock Red House Painters, con quien grabó seis álbumes de estudio desde 1989 hasta 2001.
Nacido y criado en Massillon, Ohio, Kozelek se interesó por la música desde niño. Al conocer al baterista Anthony Koutsos en Atlanta, Georgia, la pareja se mudó a San Francisco, California, formando Red House Painters junto al guitarrista Gorden Mack y el bajista Jerry Vessel. Tras fichar por el sello discográfico 4AD, la banda lanzó cuatro álbumes de estudio muy aplaudidos por la crítica. En 1996 Kozelek grabó el quinto álbum de estudio de la banda, Songs for a Blue Guitar, en su mayoría en solitario. El lanzamiento del último álbum de estudio de la banda, Old Ramon (2001), se retrasó durante tres años. Mientras tanto, Kozelek grabó un álbum y un EP de versiones de AC/DC.
Tras reunirse de nuevo con Koutsos y Vessel el trío continuó actuando bajo el nuevo nombre de Sun Kil Moon, lanzando su álbum debut, Ghosts of the Great Highway, en 2003. Inspirado en la música clásica para guitarra, Kozelek grabó el cuarto álbum de estudio de Sun Kil Moon, Admiral Fell Promises (2010) en solitario y, a continuación, de la misma manera, Among the Leaves (2012). El álbum introdujo una perspectiva lírica profundamente personal, continuada en los lanzamientos en solitario, con colaboraciones, Perils from the Sea y Mark Kozelek & Desertshore, ambos lanzados en 2013.
En 2014 vio la luz el sexto álbum de estudio de Sun Kil Moon, Benji, con gran éxito de crítica y alcanzando un público más amplio que en sus lanzamientos anteriores, junto a su continuación, Universal Themes, estructurado a base de composiciones largas y letras según el modo flujo de conciencia. En 2016 Kozelek lanzó un álbum de estudio colaborativo con Jesu, titulado Jesu/Sun Kil Moon.
Entre sus trabajos como Sun Kil Moon, Red House Painters y su propio material en solitario, Kozelek ha publicado veintisiete álbumes de estudio.

## Vida y trayectoria
Kozelek nació y creció en Massillon, Ohio. En su adolescencia, dirigió una banda llamada God Forbid. Al trasladarse a Atlanta, Georgia, conoció al baterista Anthony Koutsos. Después de que la pareja se mudara a San Francisco, California, formaron Red House Painters junto al guitarrista Gorden Mack y al bajista Jerry Vessel. Entre 1992 a 1996 Red House Painters lanzó una serie de álbumes aclamados por la crítica mostrando las intensas y altamente autobiográficas canciones de Kozelek.
Sin embargo, la despedida de Kozelek del sello discográfico 4AD, junto a una importante fusión de sellos que dejó en suspenso el álbum de 1998 de Red House Painters, Old Ramon, resultó muy frustrante y asfixió el impulso del grupo. Kozelek optó por ocuparse con una serie de grabaciones en solitario mientras Red House Painters se disolvía.
En 2000 lanzó el EP en solitario Rock 'n' Roll Singer, que contó con tres canciones originales, así como versiones de "Around and Around" de John Denver y tres canciones de AC/DC ("Rock 'n' Roll Singer", "Bad Boy Boogie" y "You Ain't Got a Hold on Me"). Dos de las versiones de AC/DC en Rock 'n' Roll Singer fueron re-arreglos radicales de los originales que trasladaron las letras de Bon Scott de su contexto hard rock a suaves y acústicos ajustes de "balada popular".
Kozelek amplió esta idea en 2001, lanzando un álbum de larga duración compuesto únicamente por versiones de AC/DC titulado What's Next to the Moon. Estos nuevos arreglos sonaban tan distintos de los originales que un ejecutivo de radio de KCRW insistió en que la canción principal era una canción de Leonard Cohen.
Esta no era la primera vez que Kozelek reorganizaba drásticamente el material de otros para sus propios fines. Con Red House Painters había llevado a cabo una reconstrucción similar de "I Am a Rock" de Simon & Garfunkel, "All Mixed Up" de The Cars, "Shock Me" de Kiss, "Long Distance Runaround" de Yes, "Silly Love Songs" de Paul McCartney y  "The Star-Spangled Banner" de Francis Scott Key.
En los años que transcurrieron entre los proyectos de su banda principal, la música de Kozelek apareció en recopilatorios y álbumes tributo. Contribuyó con la canción "New Partner" al álbum tributo a Will Oldham (conocido como Bonnie 'Prince' Billy), I Am Cold Rock. I Am Dull Grass. En esta época Kozelek también dirigió el álbum tributo a John Denver titulado Take Me Home: A Tribute to John Denver, con Will Oldham, The Innocence Mission y Low, por nombrar algunos. El recopilatorio también contó con Kozelek haciendo una versión de "Around and Around" junto a Rachel Goswell.
Una grabación en directo de edición limitada, White Christmas Live, fue lanzada por el sello Sub Pop a finales de 2001. Además de su material en solitario, este contó con varias canciones de Red House Painters interpretadas solo con guitarra y voz junto con una interpretación a capela. También se incluyó una versión de "Lily and Parrots" (correspondiente a Sun Kil Moon) como un bonus track sin acreditar. Asimismo, cuenta con una canción inédita, "Admiral Fell Promises".
Sun Kil Moon debutó con Ghosts of the Great Highway en 2003 junto con los exmiembros de Red House Painters Jerry Vessel y Anthony Koutsos, así como con los nuevos colaboradores Geoff Stanfield (anteriormente de Black Lab) y Tim Mooney de American Music Club. Su siguiente álbum apareció en 2005 en el sello recién formado de Kozelek, Caldo Verde Records. Titulado Tiny Cities, el álbum se compone enteramente de versiones de canciones de Modest Mouse. Una vez más, las versiones de Kozelek variaban mucho respecto a los originales. En una entrevista de febrero de 2014 con The Stranger de Seattle, Kozelek comentó que "nunca había oído a Modest Mouse" refiríendose a la opinión de estos respecto al disco.
En 2006, Kozelek fue invitado por el sello de rock independiente de Toronto Paper Bag Records para contribuir exclusivamente a su recopilatorio See You on the Moon! Songs for Kids of All Ages con su canción original "Leo and Luna". Luego, en noviembre de 2006, Kozelek lanzó un doble álbum en directo titulado Little Drummer Boy Live. En los dos discos del álbum interpreta canciones de su carrera en solitario, versiones y material de los catálogos de Red House Painters y Sun Kil Moon.
Kozelek regresó en 2008 con el lanzamiento del tercer álbum de Sun Kil Moon, April. El álbum cuenta con 11 nuevas grabaciones e incluye las colaboraciones de Ben Gibbard, Will Oldham y Eric Pollard.
El lanzamiento del nuevo álbum también trajo la reedición de Nights of Passed Over, un libro de 256 páginas de tapa dura con todas las letras de las canciones en solitario de Kozelek, las canciones de Red House Painters y las canciones de Sun Kil Moon. También cuenta con listas de canciones, letras manuscritas y un prefacio del propio Kozelek. La edición original de este libro fue lanzada en 2002 en Portugal, y contó con todas las letras existentes hasta ese momento impresas en inglés y portugués. La edición actualizada abarca sus trabajos actuales con Sun Kil Moon incluyendo un CD bonus con 12 pistas titulado Nights LP, con versiones en directo de canciones poco habituales correspondientes al período 1996 2007. La edición se vende exclusivamente en el sitio web de su sello y está limitada a 2.500 copias.
El 9 de diciembre de 2008, Kozelek y Caldo Verde Records publicaron The Finally LP, un CD con 10 canciones inéditas que incluía versiones de canciones de Stephen Sondheim, Will Oldham, Hüsker Dü, y Low entre otros, así como dos instrumentales inéditos. Dos álbumes en vivo recién grabados, Find Me, Ruben Olivares: Live in Spain y Lost Verses Live, fueron publicados a continuación en primavera de 2009.
El 23 de abril de 2010 se anunció el lanzamiento del cuarto álbum de Sun Kil Moon, Admiral Fell Promises. El álbum fue lanzado el 13 de julio de 2010.

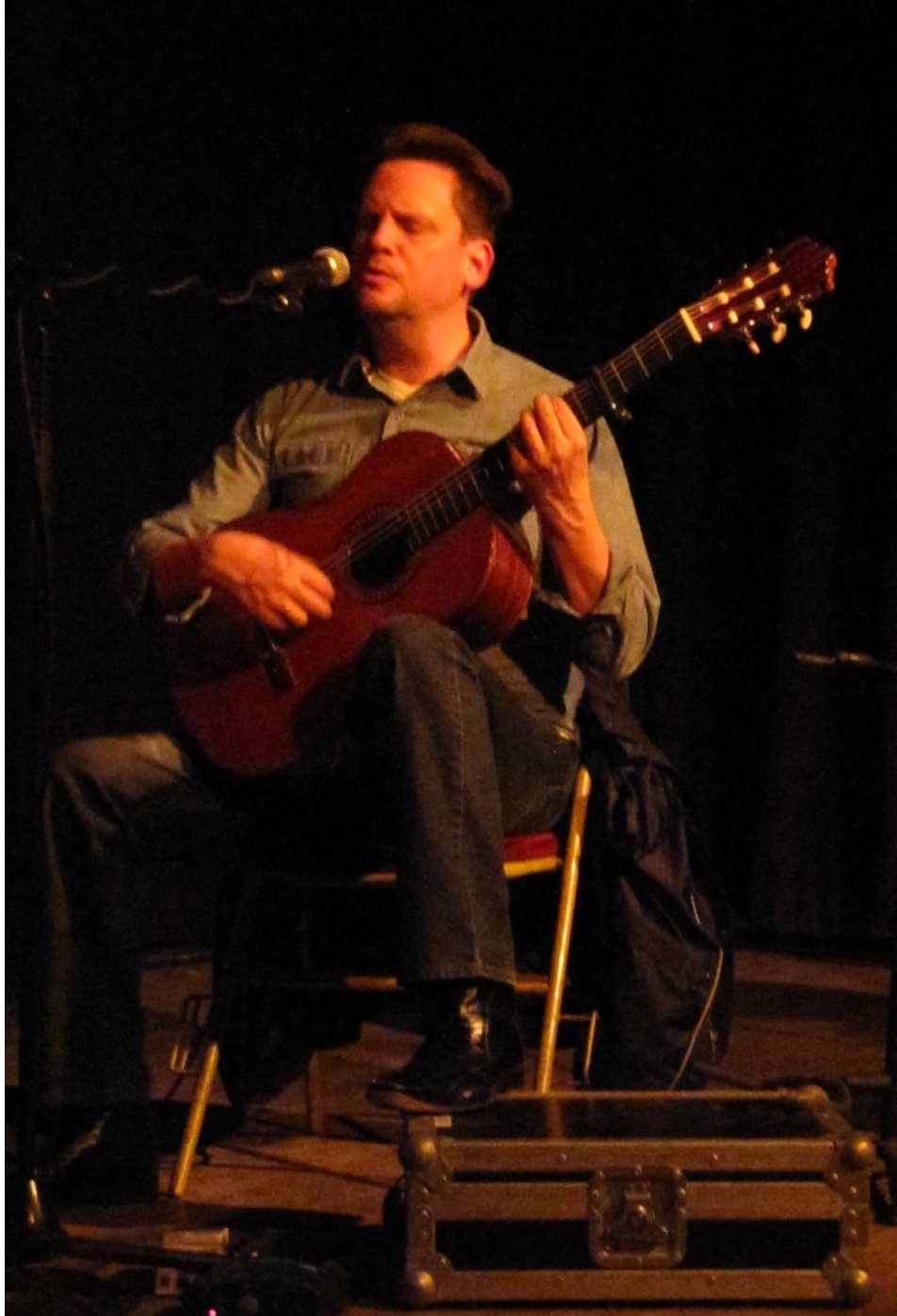
Mark Kozelek actuando con Sun Kil Moon en París en 2014

Una película documental titulada Mark Kozelek: On Tour fue lanzada a través de Caldo Verde Records el 16 de agosto de 2011. La película fue filmada durante las giras europea y norteamericana de Mark Kozelek en 2010 y principios de 2011.

En 2012, en un artículo en Queensberry-Rules.com, el escritor Mark Ortega detalló la fascinación de Kozelek por el deporte del boxeo, la cual inspiró el nombre de su proyecto Sun Kil Moon, así como algunas canciones en un álbum de Desertshore.
"Sus antecedentes son extremadamente duros y trabajan muy duro para ascender en sus carreras. Estuve presente en la pelea Manny Pacquiao-Agapito Sánchez en San Francisco en 2001. Cuando oí que Sánchez fue asesinado poco después, tuvo un profundo efecto en mí. Duele cuando alguien muere joven, pero cuando ves los antecedentes de estos chicos y el camino que han tomado para tratar de encontrar algo de luz en sus vidas, duele verlos morir jóvenes".
El quinto álbum de Sun Kil Moon, Among the Leaves, fue lanzado en Caldo Verde Records el 29 de mayo de 2012. En general, sus 17 canciones muestran con diferencia el enfoque más desenfadado que Kozelek ha tomado en la composición de canciones, aunque estas siguen siendo autobiográficas y conmovedoras.
Kozelek también contribuyó como vocalista y bajista a Desertshore, el grupo del guitarrista de los Red House Painters Phil Carney junto al pianista de formación clásica Chris Connolly, y, más recientemente, el baterista de Sun Kil Moon Mike Stevens. Su primera colaboración con Desertshore llegó en el segundo álbum de estudio del grupo, Drawing Of Threes (lanzado el 22 de noviembre de 2011, Caldo Verde Records). Kozelek apareció en 6 de 10 pistas como vocalista y bajista. Jugó un papel más importante en el tercer álbum de estudio titulado Mark Kozelek & Desertshore (lanzado el 20 de agosto de 2013, Caldo Verde Records), donde aparece como vocalista y bajista en las 10 pistas. Ese mismo año Kozelek lanzó Perils From the Sea, un álbum en colaboración con el multinstrumentista Jimmy LaValle de The Album Leaf, y el disco de versiones Like Rats.
En 2014, Sun Kil Moon lanzó Benji alcanzando un amplio reconocimiento. Este álbum obtuvo una puntuación de 85 en el sitio web de reseñas agregadas Metacritic. No Ripcord lo denomina el "trabajo más íntimo de Kozelek hasta la fecha" y Kitty Empire de Observer agregó, "bien podría ser la obra más directa de este artista difícil". Soundblab lo calificó como el mejor álbum de 2014, afirmando: "Cuando recuerde el 2014 musicalmente hablando estará Benji de Sun Kil Moon y luego estará todo lo demás".
El sexto álbum original de Sun Kil Moon, Universal Themes, fue lanzado el 2 de junio de 2015. El álbum volvió a contar con el baterista Steve Shelley, quien previamente había tocado la batería en Benji para posteriormente lanzar en 2017 el álbum Common as Light and Love Are Red Valleys of Blood. Kozelek realizó una gira por Europa, Estados Unidos y Sudamérica para presentar el álbum en 2017 y 2018. El 11 de mayo de 2018, Kozelek lanzó un álbum en doble CD, que "fue grabado en hoteles y estudios de San Francisco entre mayo de 2017 y enero de 2018".

## Estilo vocal
Durante su época con Red House Painters y Sun Kil Moon, así como durante su carrera en solitario, Kozelek ha sido conocido por su estilo de voz, barítono e inquietante.

## Trabajo como productor
Kozelek, quien ha producido todos los álbumes lanzados por sus bandas Red House Painters y Sun Kil Moon, así como sus lanzamientos en solitario, también produjo el álbum debut de su amigo y guitarrista de Low, Alan Sparhawk, en el proyecto paralelo de Sparhawk Retribution Gospel Choir .

## Actuación
Kozelek también ha actuado. Su amigo y director Cameron Crowe lo eligió en su película Almost Famous (2000) como Larry Fellows (el bajista en Stillwater) y en Vanilla Sky (2001) como un jugador de club que se burla del personaje de Tom Cruise. En 2005 apareció en la película Shopgirl de Steve Martin, interpretando a un músico que se hace amigo y es mentor del personaje de Jason Schwartzman. Kozelek también interpretó "Lily and Parrots" (una canción de Sun Kil Moon) en directo en la película.
Kozelek salió haciendo de sí mismo y contribuyendo a la banda sonora en la película de Paolo Sorrentino de 2015, Youth. Su álbum de 2015 de Sun Kil Moon, Universal Themes, a menudo hace referencia a sus experiencias durante el rodaje de Youth.

## Discografía
Álbumes en solitario
- What's Next to the Moon (2001)
- Like Rats (2013)

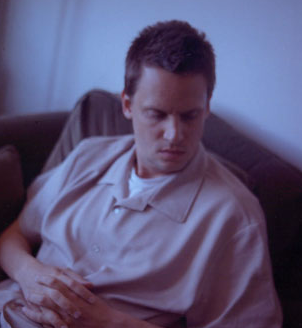
Mark Kozelek en 2011

- Perils from the Sea (2013) (con Jimmy LaValle)
- Mark Kozelek & Desertshore (2013) (con Desertshore)
- Mark Kozelek Sings Christmas Carols (2014)
- Dreams of Childhood (2015) (con Nicolás Pauls)
- Mark Kozelek Sings Favorites (2016)
- Yellow Kitchen (2017) (con Sean Yeaton)
- Mark Kozelek with Ben Boye and Jim White (2017) (con Ben Boye y Jim White)
- Mark Kozelek (2018)
- Joey Always Smiled (2019) (con Petra Haden)
- Mark Kozelek with Ben Boye and Jim White 2 (2020) (con Ben Boye and Jim White)

EPs
- Rock 'n' Roll Singer (2000)
- Down in the Willow Garden (2015)
- Night Talks (2017)

Recopilatorios
- If You Want Blood (2001)
- Nights LP (2008)
- The Finally LP (2008)

Álbumes en directo
- White Christmas Live (2001)
- Little Drummer Boy Live (2006)
- White Christmas and Little Drummer Boy Live (2007)
- 7 Songs Belfast (2008)
- Find Me, Ruben Olivares: Live in Spain (2009)
- Lost Verses Live (2009)
- Live at Union Chapel & Södra Teatern (2011)
- Live at Lincoln Hall (2012)
- On Tour: A Documentary – The Soundtrack (2012)
- Live in Copenhagen (2012)
- Live at Phoenix Public House Melbourne (2013)
- Live at Mao Livehouse Shanghai & Beijing (2013)
- Live at Palladium: Malmö (2013)
- Live at Victoria Teatern and Stenhammarsalen (2014)
- Live at Biko (2014)
- The Kids – Live in London (2014)

## Libros
- Noches de tránsito (2009), editorial Eclipsados, colección Los Libros del Señor James ISBN 978-84-937308-1-9